# Cleonymus canariensis
Cleonymus canariensis is een vliesvleugelig insect uit de familie Pteromalidae. De wetenschappelijke naam is voor het eerst geldig gepubliceerd in 1983 door Hedqvist.